# Czerkaska Obwodowa Administracja Państwowa

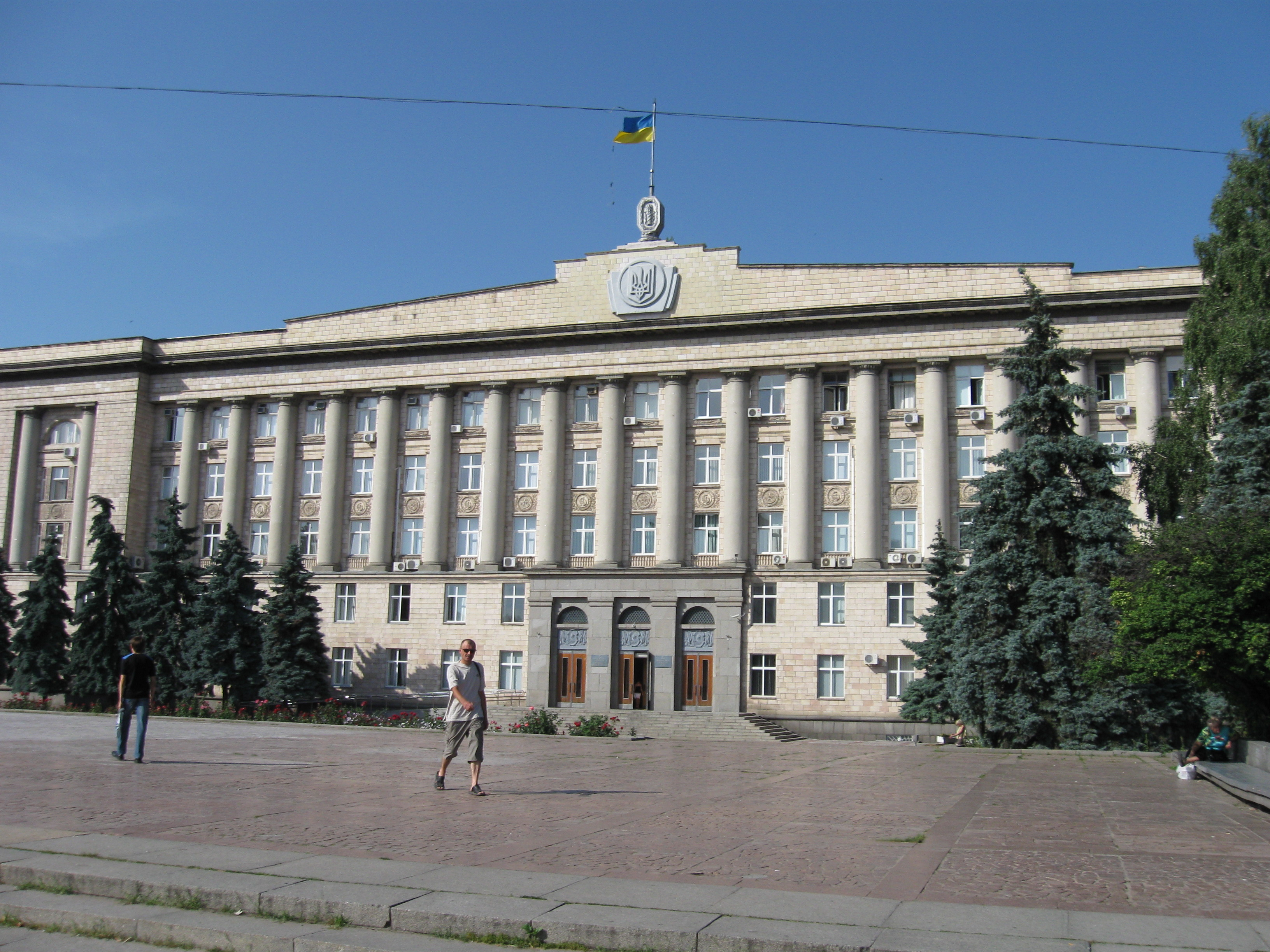
Budynek Czerkaskiej Obwodowej Administracji Państwowej

Czerkaska Obwodowa Administracja Państwowa – obwodowa administracja państwowa (ODA), działająca w obwodzie czerkaskim Ukrainy.

## Przewodniczący ODA
- Kostiantyn Jastrub (przedstawiciel prezydenta Ukrainy, 20 marca 1992 – 26 stycznia 1994
- Wasyl Cybenko (przedstawiciel prezydenta Ukrainy, 26 stycznia – 26 czerwca 1994, 7 lipca 1995 – 11 czerwca 1998)
- Anatolij Danyłenko (11 czerwca 1998 – 8 września 1999)
- Wołodymyr Łukjanec (8 września 1999 – 13 listopada 2002)
- Wadym Loszenko (13 listopada 2002 – 21 stycznia 2005)
- Ołeksandr Czewerko (4 lutego 2005 – 12 marca 2010
- Petro Haman (p.o., 12 marca – 6 kwietnia 2010)
- Serhij Tułub (od 6 kwietnia 2010 do 7 marca 2014)
- Jurij Tkaczenko (od 15 marca 2014 do 20 listopada 2018)
- Ołeksandr Welbiweć (od 20 listopada 2018 do 24 czerwca 2019)
- Taras Wysoćkyj (p.o., 24 czerwca – 30 lipca 2019)
- Ihor Szewczenko (30 lipca – 4 listopada 2019)
- Roman Bodnar (od 4 listopada do 28 sierpnia 2020)
- Serhih Serhijczuk (28 sierpnia – 29 grudnia 2020)
- Wiktor Husak (p.o., 29 grudnia 2020 – 29 stycznia 2021)
- Ołeksandr Skiczko (od 29 stycznia 2021 do 1 marca 2022, od 24 lutego 2022 także szef regionalnej administracji wojskowej)
- Ihor Tabureć (od 1 marca 2022, także szef regionalnej administracji wojskowej)[1]